# Kitty Marion
Kitty Marion, nascida Katherina Maria Schafer (Rietberg, 12 de março de 1871 – Nova Iorque, 9 de outubro de 1944) foi uma atriz e ativista política, originária da Alemanha. Foi um proeminente sufragista durante o movimento sufragista no Reino Unido e é famosa por ter sofrido mais de 200 alimentações forçadas na prisão, enquanto realizava greves de fome. Depois de emigrar para os Estados Unidos, Kitty se tornou ativista pelos direitos reprodutivos femininos, tendo sido presa, pelo menos, nove vezes.

## Biografia
Kitty nasceu em Rietberg, na Vestfália, em 1871. Sua mãe morreu devido à tuberculose quando Kitty tinha apenas 2 anos de idade, deixando-a com seu pai. Quatro anos mais tarde, quando Kitty tinha 6 anos, sua madrasta também morreu de tuberculose. Seu pai, de nome desconhecido, era bastante violento, abusava da filha e odiava o fato de que ela tivesse cabelo ruivo.
Aos 15 anos, foi enviada para a Inglaterra pelo pai para morar com seus tios e primos no leste de Londres e rapidamente aprendeu a falar inglês.. Entrou por acaso no mundo teatral e se tornou atriz e dançarina, adotando o nome de Kitty Marion. O teatro de variedades era fascinante para Kitty e foi neste ramo que ela teve uma sensação de pertencimento pela primeira vez.
| “ | Os cabarés eram um nicho empolgante e cosmopolita da Londres vitoriana. Mulheres profissionais e casamentos inter-raciais eram comuns ali. Kitty tinha um grupo diversificado de amigos - o filho de um diplomata chinês lhe deu seu primeiro cigarro. Ela fez amizade com mulheres fortes, liberadas sexualmente, diferente das que eu conheço pelos livros de história. As mulheres da Era Vitoriana britânica são descritas como vítimas sofredoras, não livres como as descritas na autobiografia de Kitty. | ” |

## Ativismo

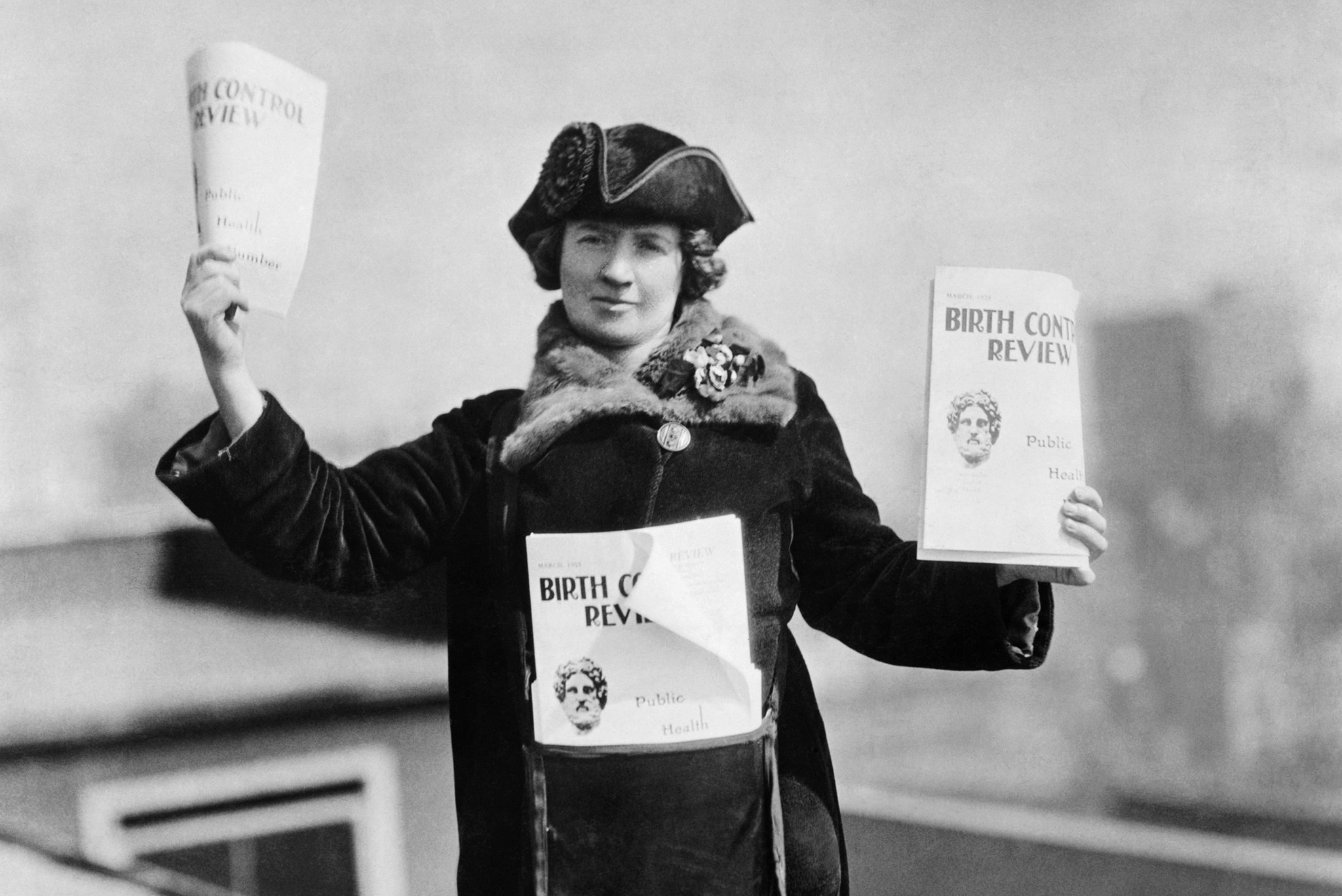
Kitty Marion panfletando por direitos reprodutivos, em 1915.

Em 1908, ela se filiou ao Women's Social and Political Union (WSPU) e tornou-se uma proeminente ativista pelo sufrágio das mulheres e se envolveu em vários protestos, alguns deles bem violentos, tendo sido presa pela polícia diversas vezes. Durante seus anos de ativismo, Kitty chegou a ser alimentada contra a sua vontade cerca de 232 vezes na prisão. Em 29 de julho de 1909, Kitty foi presa por quebrar a vitrine de um escritório com um tijolo, em Newcastle, e foi sentenciada a um mês na prisão.
Em 1914, Kitty foi perseguida por ser de origem alemã. Companheiras de ativismo como Ada Wright, junto de Emmeline Pethick-Lawrence, Lady Constance Lytton e Rose Lamartine Yates arrecadaram fundos para pagar por sua viagem e taxas de emigração para os Estados Unidos, de maneira a fugir da perseguição na Inglaterra.
Nos Estados Unidos, ela trabalhou com Margaret Sanger no periódico Birth Control Review, que ela vendia na Times Square, Estação Grand Central e em Coney Island para quem passasse. Ela sofreu perseguições, abuso físico, ofensas, violência policial e ameaças de morte por defender os direitos reprodutivos das mulheres. Ao longo de 10 anos, ela foi presa nove vezes por defender os direitos femininos. Em 1921, junto de Margaret Sanger, ela abriu a primeira clínica de orientação contraceptiva para mulheres, nos Estados Unidos, no Brooklyn, que foi fechada pela polícia em seguida.

## Morte
Kitty Marion faleceu em 9 de outubro de 1944, na cidade de Nova Iorque, aos 73 anos, em uma casa de repouso.